# کات نایف (ساسکاچوان)
کات نایف (به انگلیسی: Cut Knife) یک منطقهٔ مسکونی در کانادا است که در ساسکاچوان واقع شده‌است. کات نایف ۱٫۹۹ کیلومتر مربع مساحت و ۵۱۷ نفر جمعیت دارد.